# Untitled 4 Ballads
Pour les articles homonymes, voir Untitled.
Singles de Every Little Thing
Sasayaka na Inori
(2002) Grip!
(2003)
Untitled (titré en capitales : UNTITLED), sous-titré 4 Ballads (4 ballads), est le 22e single officiel du groupe Every Little Thing ; c'est en fait plutôt un EP de quatre titres.

## Présentation
Le single sort le 18 décembre 2002 au Japon sur le label Avex Trax, quatre mois après le précédent single du groupe, Sasayaka na Inori. Il atteint la 1re place du classement des ventes hebdomadaire de l'Oricon, et reste classé 17 semaines. Il demeure le dixième single le plus vendu du groupe. 
Untitled n'est que le titre du disque, qui contient exceptionnellement quatre chansons et leurs versions instrumentales. 
La première, Unspeakable, a été utilisée comme générique de l'émission télévisée Renai Master 7 Memories, et comme thème musical pour une publicité pour la marque Canon. Elle figurera sur le cinquième album du groupe, Many Pieces, qui sortira trois mois plus tard, puis sur sa compilation de singles Every Best Single 2 de 2003.
La deuxième, Ai no Uta, a été utilisée dans le film anime adapté du manga Inu-Yasha, Eiga Inuyasha: Kagami no Naka no Mugenjō. Elle figurera aussi sur l'album Many Pieces, mais pas sur la compilation Every Best Single 2 ; elle sera également reprise en version acoustique sur l'album de reprises du groupe Acoustic : Latte de 2005.
La troisième, Room, a également été utilisée comme thème musical pour une publicité. Elle ne figurera quant à elle ni sur Many Pieces, ni sur Every Best Single 2. 
La quatrième, Nostalgia, a servi de générique du drama Okaa-san to Issho, et bénéficie d'un clip vidéo qui sortira seul en "DVD single" un mois plus tard. Elle figurera aussi sur Many Pieces et sur Every Best Single 2, et sera également reprise sur Acoustic : Latte.
Les quatre chansons du single seront présentes sur les compilations 14 Message: Every Ballad Songs 2 de 2007 et Every Best Single: Complete de 2009.

## Liste des pistes
Toutes les paroles sont écrites par Kaori Mochida, toute la musique est composée par Kazuhito Kikuchi sauf n°2 par Kunio Tago.
| CD    | CD                                           | CD                                            | CD    | CD | CD | CD | CD | CD | CD |
| No    | Titre                                        | Arrangements                                  | Durée |    |    |    |    |    |    |
| ----- | -------------------------------------------- | --------------------------------------------- | ----- | -- | -- | -- | -- | -- | -- |
| 1.    | Unspeakable (UNSPEAKABLE)                    | Ichiro Ito, Masafumi Nakao, Y@suo Ohtani      | 4:23  |    |    |    |    |    |    |
| 2.    | Ai no Uta (愛の謳)                           | Akira Murata                                  | 4:52  |    |    |    |    |    |    |
| 3.    | Room (ルーム)                                | Ichiro Ito, Masafumi Nakao, Y@suo Ohtani      | 4:35  |    |    |    |    |    |    |
| 4.    | Nostalgia (nostalgia)                        | Ichiro Ito, Tasuku, Tatsuya Murayama (cordes) | 5:51  |    |    |    |    |    |    |
| 5.    | Unspeakable (Instrumental) (UNSPEAKABLE ...) |                                               | 4:27  |    |    |    |    |    |    |
| 6.    | Ai no Uta (Instrumental) (愛の謳 ...)        |                                               | 4:53  |    |    |    |    |    |    |
| 7.    | Room (Instrumental) (ルーム ...)             |                                               | 4:35  |    |    |    |    |    |    |
| 8.    | Nostalgia (Instrumental) (nostalgia ...)     |                                               | 5:52  |    |    |    |    |    |    |
| 39:28 |                                              |                                               |       |    |    |    |    |    |    |